# Mercedes-Benz R 230
Der Mercedes-Benz R 230 ist ein Roadster der Marke Mercedes-Benz. Auf dem deutschen Markt wurde er am 13. Oktober 2001 eingeführt und im Mercedes-Benz-Werk Bremen produziert. Er trat die Nachfolge des Mercedes-Benz R 129 an. Im Jahr 2012 wurde mit dem Mercedes-Benz R 231 der Nachfolger vorgestellt.

## Modellgeschichte

### Entwicklung
Anfang 1996, mehr als sechs Jahre nach der Einführung des R129, begann die Entwicklung eines Nachfolgers. Am 27. Januar 1996 startete die Designphase, in der zehn Designer aus Deutschland, Kalifornien und Japan ihre Entwürfe einreichten. Hunderte von Skizzen wurden erstellt, die als Grundlage für zwölf digitalisierte Modelle im Viertelmaßstab dienten.
Das Design des R230 entwickelte sich in zwei parallelen Prozessen. Einerseits wurden traditionelle Tonmodelle im Maßstab 1:4 angefertigt. Andererseits fand die virtuelle Entwicklung in einem hochmodernen Computerraum namens „CAVE“ (Computer Aided Virtual Environment) statt, der bereits 1995 für die Entwicklung des W203 genutzt wurde.
Der Supercomputer im „CAVE“ konnte mit fünf Projektoren lebensgroße Bilder der Designs erzeugen, sodass Designer jede Oberfläche detailliert prüfen konnten. Parallel dazu wurden die zwölf physischen Modelle analysiert, wobei vier herausragende Entwürfe als lebensgroße Mock-ups umgesetzt wurden. Diese Entwicklung verlief parallel zur Gestaltung des Innenraums. Am 16. Juni 1997 genehmigte der Vorstand das endgültige Design des R230, das bis 1998 weiter für die Serienproduktion verfeinert wurde. Die Designpatente für den R 230 wurden am 9. September 1999 in Deutschland und am 1. März 2000 in den USA angemeldet.
Im Juli 2001, nach über fünf Jahren Entwicklungszeit, wurde der neue SL vorgestellt und im September auf der IAA in Frankfurt präsentiert. Die Produktion begann am 13. Oktober 2001 im Bremer Werk, und der Verkauf in Europa startete im November desselben Jahres.

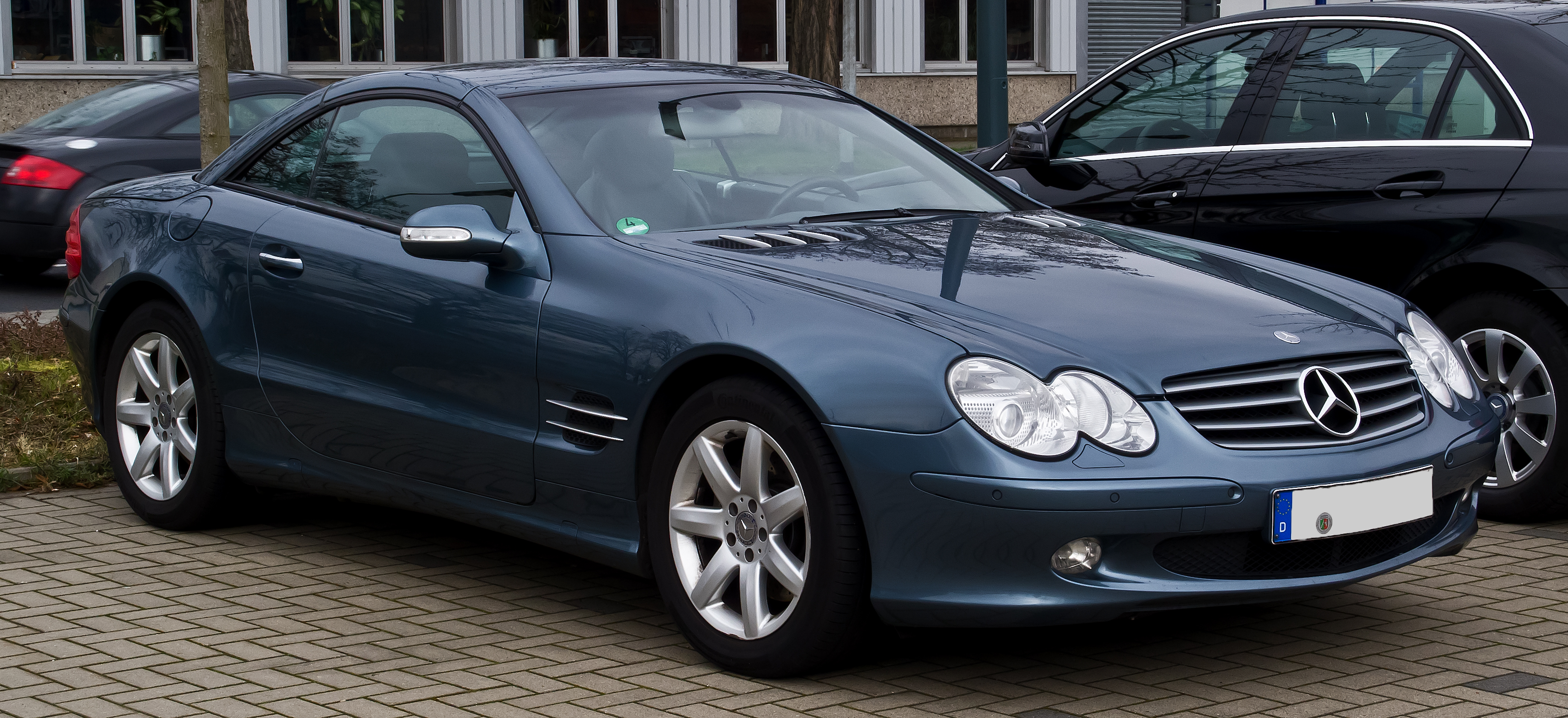
SL 500 (2000–2006)
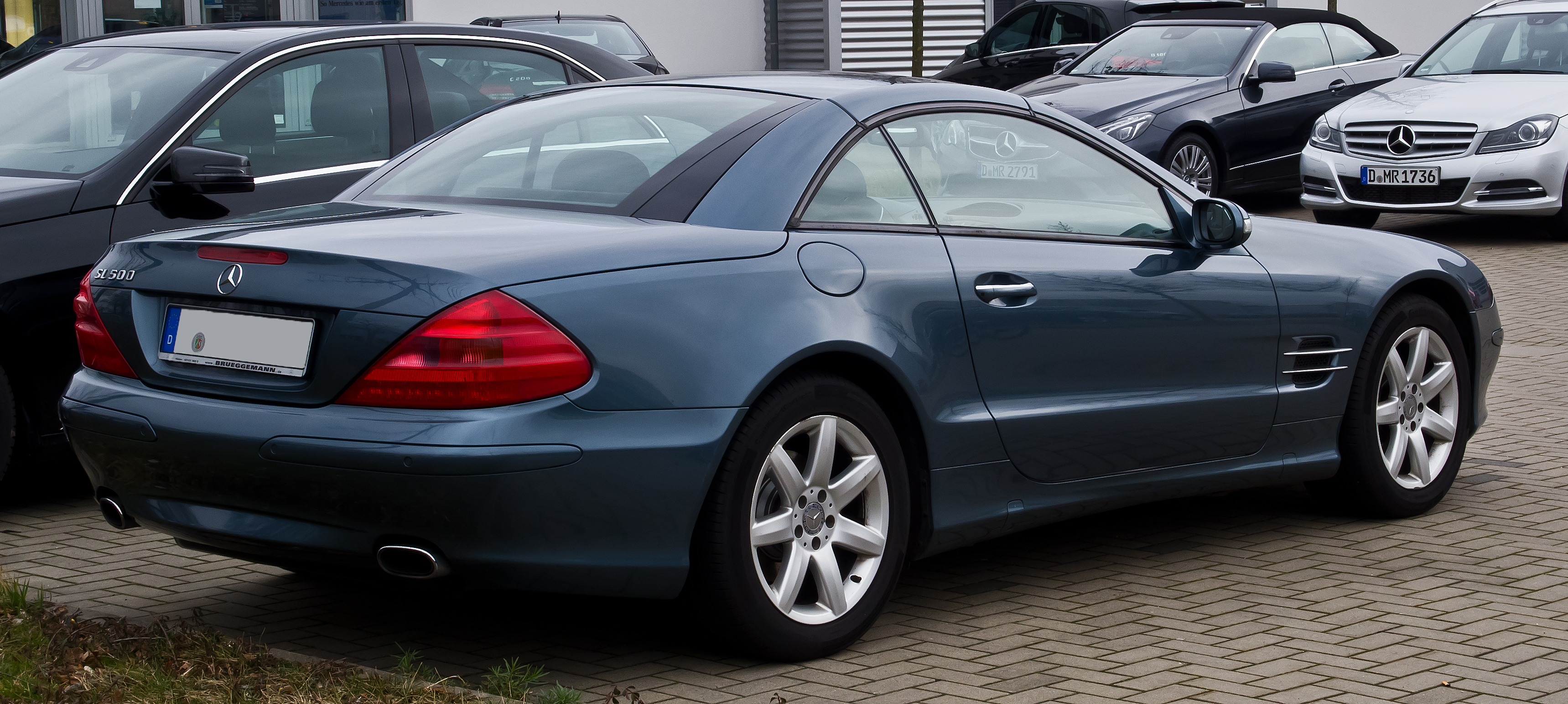
Heckansicht
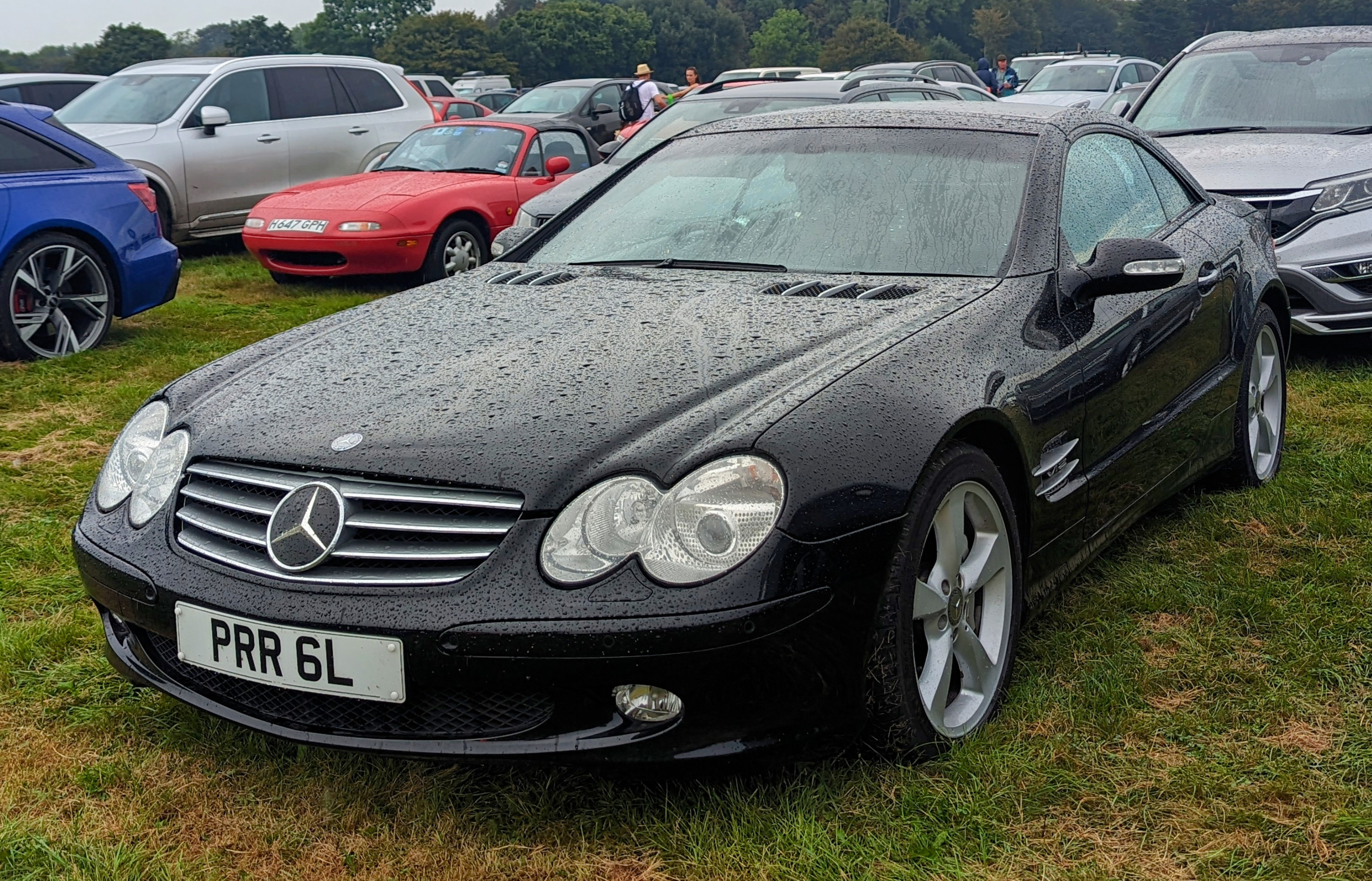
SL 600 (2003)

### Technik und Innovation
Als Besonderheit verfügt der R 230 serienmäßig (SL 350 optional) über die aktive Federung Active Body Control (ABC). Beim ABC-Fahrwerk, das auf einer Stahlfederung beruht, werden auf Basis von Sensorsignalen und mit Hilfe spezieller Hydraulikzylinder an den Achsen Wank- und Nickbewegungen der Karosserie beim Anfahren, bei Kurvenfahrt (Wankstabilisierung) und beim Bremsen fast vollständig kompensiert. Das ABC-Fahrwerk wurde mit der S-Klasse (W 220) als Option zur Airmatik eingeführt und war in der CL-Klasse (C 215) bereits Serie. Der Mercedes R 230 hat ein klappbares Hartdach (Variodach) aus Aluminium, das sich bei Bedarf samt gläserner Heckscheibe elektrohydraulisch in den Kofferraum einfahren lässt. Gegen Aufpreis war es auch mit einem Glaseinsatz erhältlich.
Bis Ende 2009 wurden rund 150.000 SL des R 230 an Kunden ausgeliefert. Bereits im November 2011 war der R 230 nicht mehr bestellbar, am 30. November lief dann der letzte R 230, ein SL 350, vom Band, womit insgesamt 169.434 Einheiten produziert worden sind. Im März 2012 erschien der intern R 231 genannte Nachfolger. Mit etwas mehr als zehn Jahren Produktionszeit ist der R 230 eines der am längsten produzierten Fahrzeuge seiner Zeit.

## Modellpflege

### Erste Modellpflege
Zum Jahreswechsel 2005/06 wurde der R 230 seiner ersten Modellpflege unterzogen. Dabei wurde im Vorfeld diskutiert, ob der SL eine „Formel-1-Nase“ – wie der kleine Bruder SLK R 171 und der Supersportler SLR McLaren – bekommen würde. Dies stieß jedoch auf Ablehnung bei potentiellen Käufern. Stattdessen wurden lediglich folgende Änderungen vorgenommen:
- Neue Frontschürze mit Chromringen um die Nebelscheinwerfer.
- Neuer Kühlergrill mit nur drei statt vier Lamellen
- Teilweise neue Leichtmetallfelgen
- Neue Heckleuchten in Klarglasoptik mit einem weißen Streifen (bei AMG-Modellen abgedunkelt)
- Alle Motoren (außer 6,0 l V12) erhielten einen Leistungszuwachs von durchschnittlich etwa 10 %
- AMG-Modelle mit neuer Frontschürze; SL 65 AMG zusätzlich mit neuer Heckschürze und neuen Endrohren
- Hochwertigerer Innenraum mit edleren Materialien
- Eine modifizierte Gepäckraumbeladung sowie (optional) eine automatisch öffnende und schließende Gepäckraumklappe
- Abbiegelicht in Form von sich zuschaltendem Nebelscheinwerfer für die Bi-Xenonscheinwerfer
- 7G-Tronic (optional Sport)-Automatikgetriebe mit kürzeren Schaltzeiten und (optional) Schaltpaddeln anstelle von Schaltwippen
- Designschlüssel mit Chrom-Applikationen
- Modifizierte Vorderachse und direktere Lenkung
- ABC-Fahrwerk der zweiten Generation
- Neu entwickelte Hochleistungsbremsanlagen, auf Wunsch im Sportpaket zusätzlich gelochte Bremsscheiben hinten für den SL 350 und den SL 500.
- SL 500 in Nordamerika als SL 550 mit gleichem Motor wie in Europa
- Zudem war seit 10/2006 eine Mobiltelefonvorrüstung (Code 386) mit SIM Access Profile erhältlich

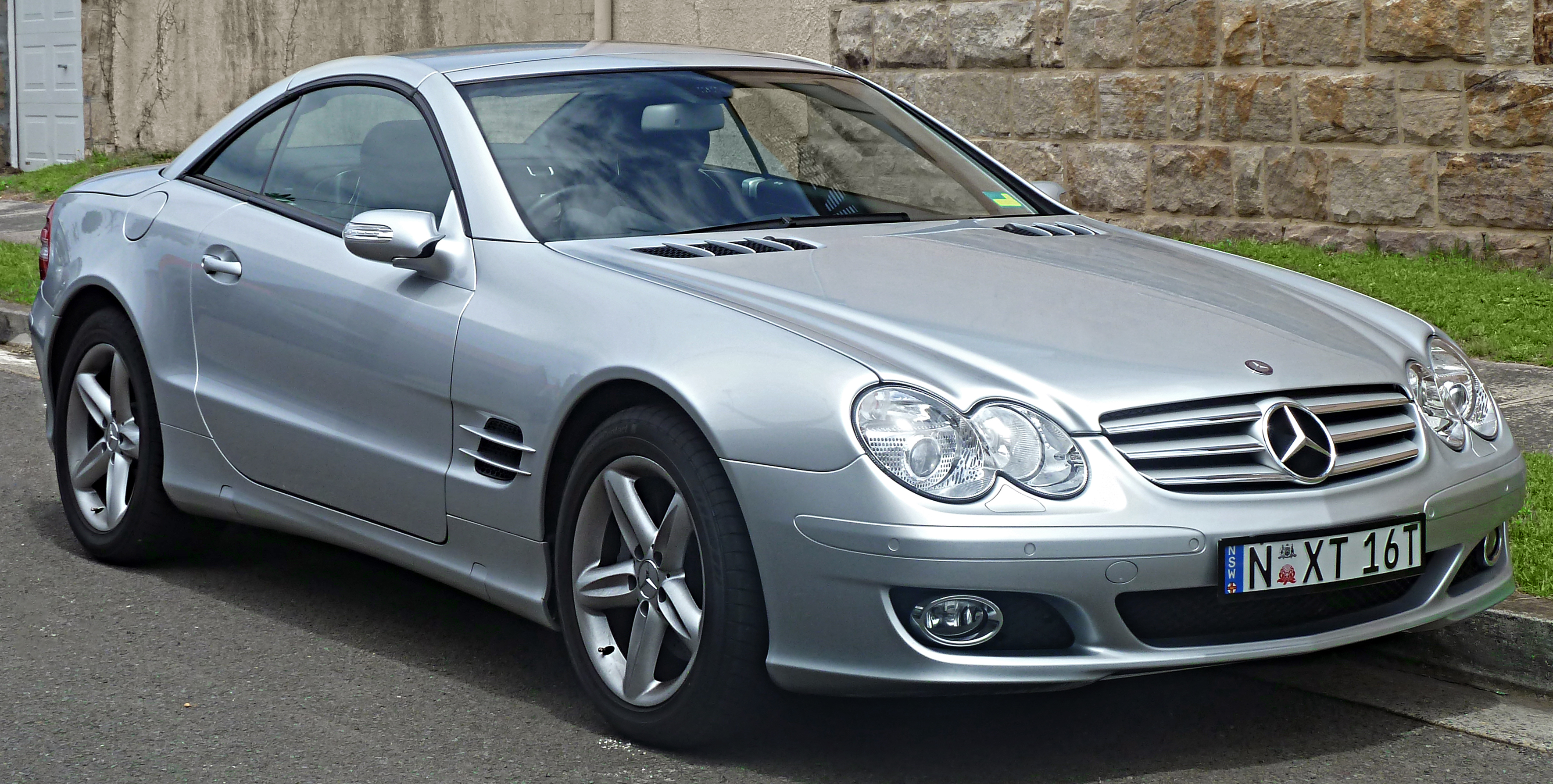
R 230 mit erster Modellpflege
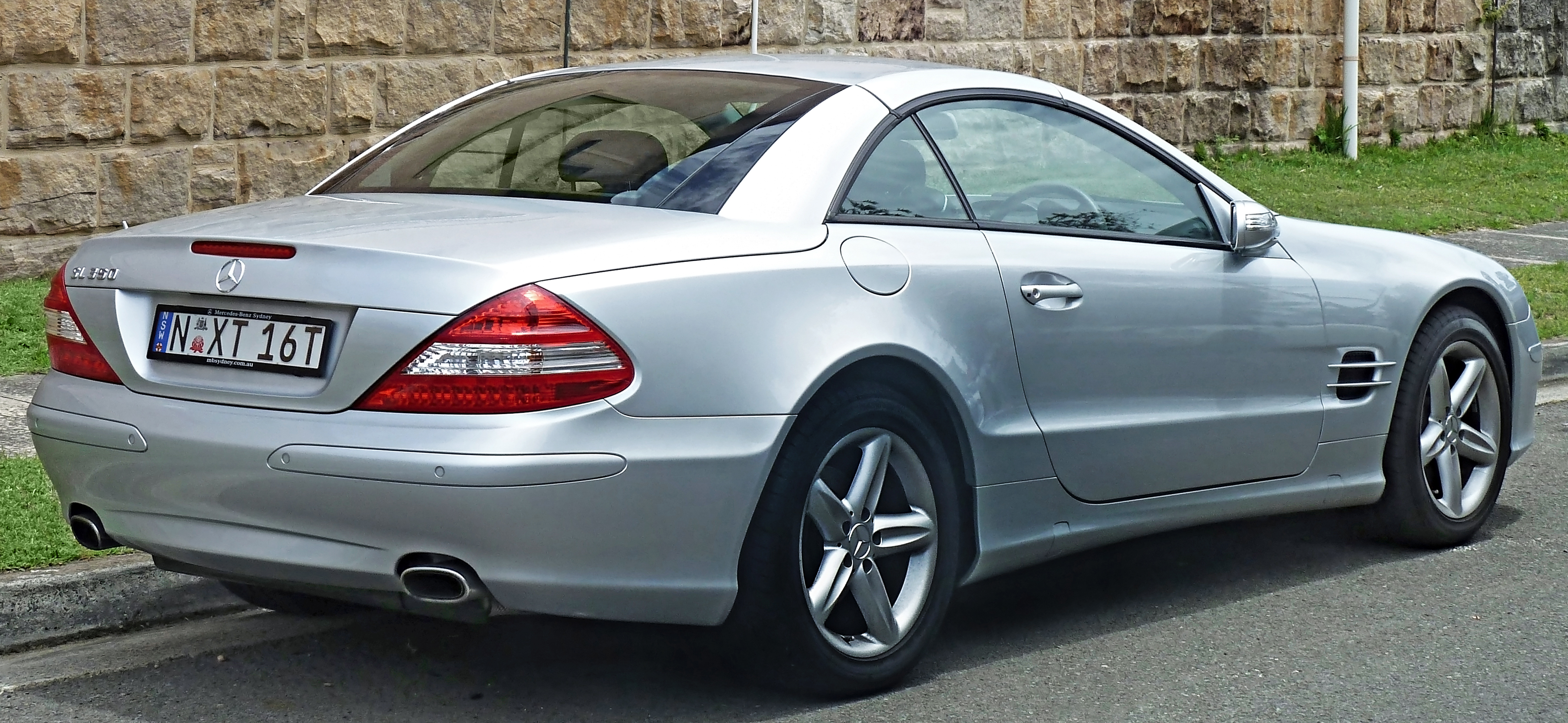
Heckansicht

### Zweite Modellpflege
Im Frühjahr 2008 gab es eine größere, zweite Modellpflege. Die Front wurde – ähnlich dem CLS mit Einzelscheinwerfern – völlig neu mit neuer Frontschürze, neuem Kühlergrill mit nur einer Lamelle sowie modifizierten Lufteinlässen gestaltet; die neuen Scheinwerfer verfügten nun alternativ über das Intelligent Light System, Bi-Xenonscheinwerfer wurden in die Serienausstattung übernommen. Die Heckansicht wurde durch neue Rückleuchten, einen Diffusoreinsatz in der Heckschürze sowie neu gestaltete Endrohre aufgefrischt. Bei den Motoren gab es folgende Neuerungen: Der 3,5-Liter-V6 im SL 350 wurde leistungsgesteigert, verbrauchsreduziert und als Sportmotor ausgelegt, der 5,5-Liter-V8-Kompressor wurde durch den 6,2-Liter-V8 im SL 63 AMG ersetzt. Neu im Angebot war als Basismodell der SL 280 mit einem 3,0-Liter-V6 hinzugekommen. Alle anderen Motoren blieben unverändert. Der Innenraum wurde leicht überarbeitet, unter anderem durch ein neues Dreispeichen-Lenkrad und ein modifiziertes Kombiinstrument; die Sitze waren nun wahlweise mit dem Airscarf-System lieferbar. Schließlich verfügte der SL nun über die neue Telematik-Generation.

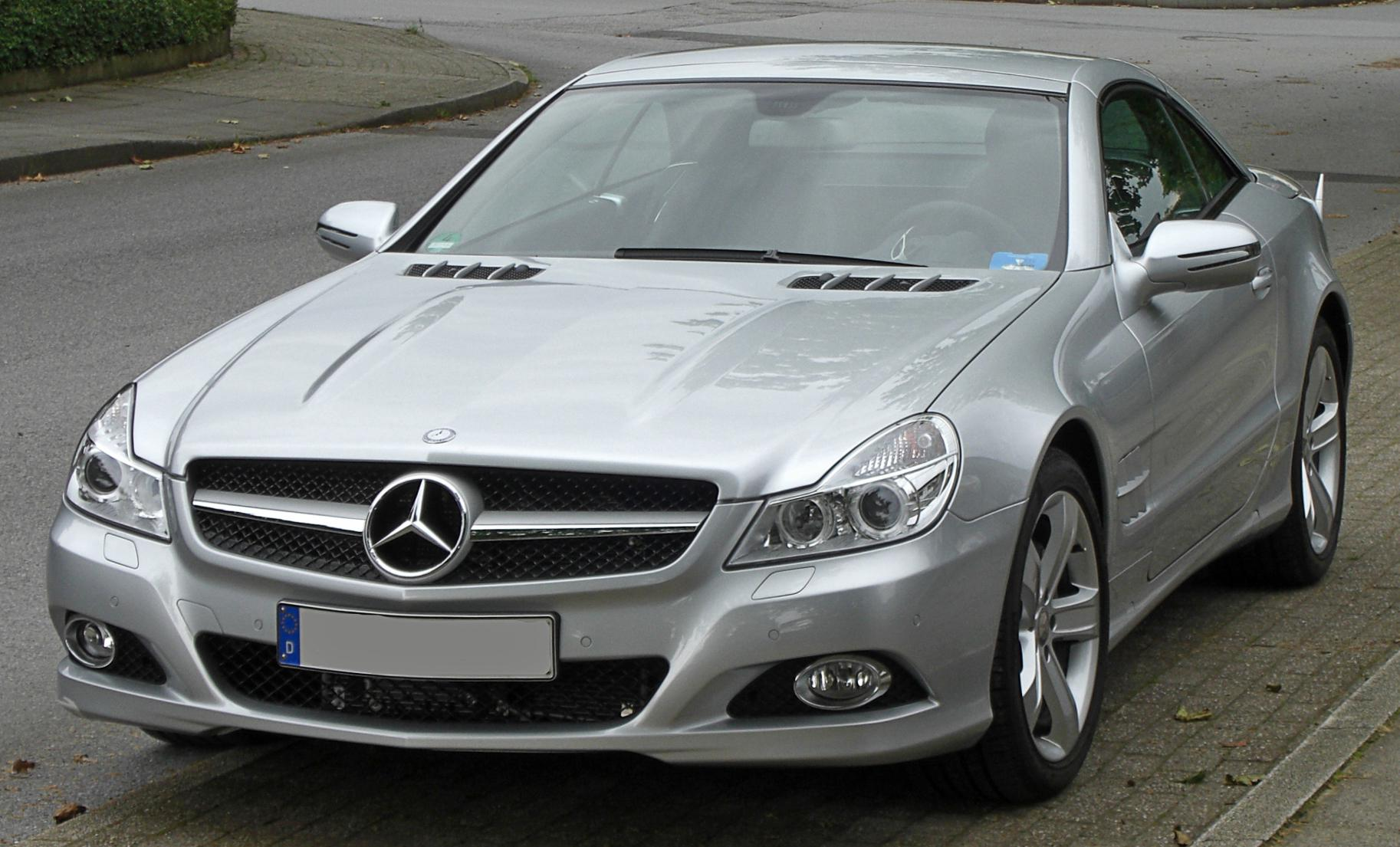
R 230 mit zweiter Modellpflege
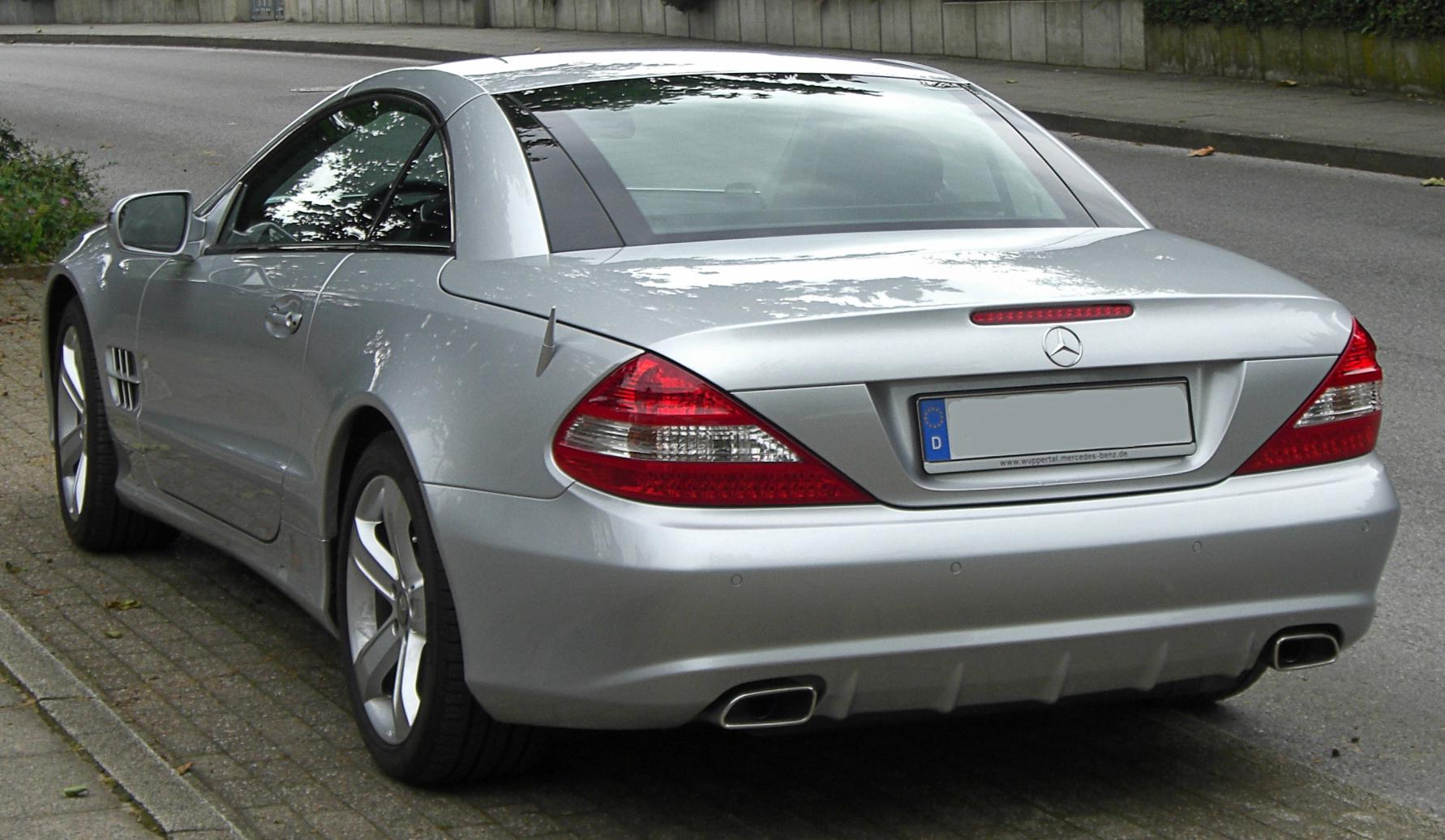
Heckansicht

## AMG-Modelle

### SL 55 AMG

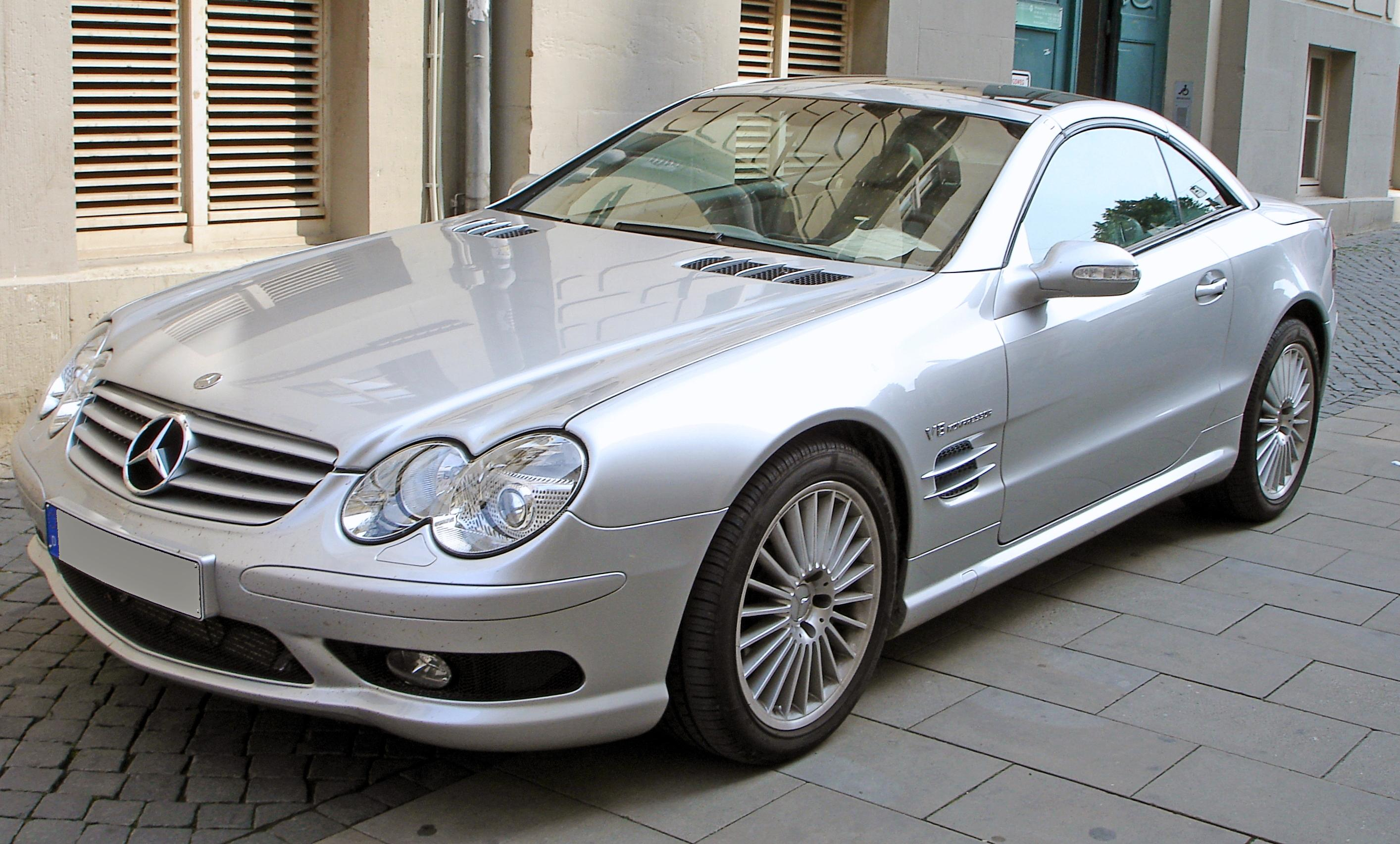
SL 55 AMG der ersten Generation (2001–2006) mit den serienmäßigen 18-Zoll-Vielspeichenfelgen

Im 3. Quartal 2001 stellte Mercedes mit dem SL 55 AMG die Sportversion des SL 500 vor. Das damals leistungs- und drehmomentstärkste Modell des Baumusters R 230 distanzierte sich optisch durch eine neu geformte Stoßstange mit Frontspoiler und zusätzliche Seitenschweller, 18-Zoll-Vielspeichenfelgen, dunkel getönte hintere Blink- und Rückfahrleuchten sowie eine Vierrohr-Auspuffanlage und „V8 KOMPRESSOR“-Schriftzüge (auf beiden Kotflügeln hinter den Vorderrädern) von den Standardmodellen.
Der V8-Motor war neu entwickelt (Typ M 113 E 55 ML). Er hat einen Hubraum von 5,4 Liter (exakt: 5439 cm³), leistet 350 kW (476 PS) und entwickelt ein maximales Drehmoment von bis zu 700 Nm. Möglich wurde dieser Leistungszuwachs durch einen zwischen den Zylinderblöcken eingebetteten Kompressor. Die Kraft bzw. das Drehmoment wird über ein automatisches Fünfganggetriebe an die Hinterräder übertragen.
Im Innenraum des SL 55 fanden sich sportlich geschnittene AMG-Integralsitze, die auch bei schnellen Kurvenfahrten guten Seitenhalt boten. Äußere Unterscheidungsmerkmale zum SL 500 waren die Zierteile aus Aluminium-Sandguss sowie die mit hellen Zifferblättern hinterlegten, silberfarbenen Symbolscheiben und roten Zeigern versehenen Instrumente. Wahlweise war der Gangwechsel über eine Lenkradschaltung mit Tastendruck möglich.
Ab Mai 2002 wurde die Motorleistung auf 368 kW (500 PS) erhöht und ein Performance Package mit geändertem Fahrwerk, einem vergrößerten Ölkühler sowie dem Bremsensystem und der Frontschürze des SL 65 AMG angeboten. Zur Modellpflege wurde die Leistung nochmals erhöht auf 380 kW (517 PS). Mit der zweiten Modellpflege wurde der SL 55 AMG durch den SL 63 AMG abgelöst.

### SL 63 AMG

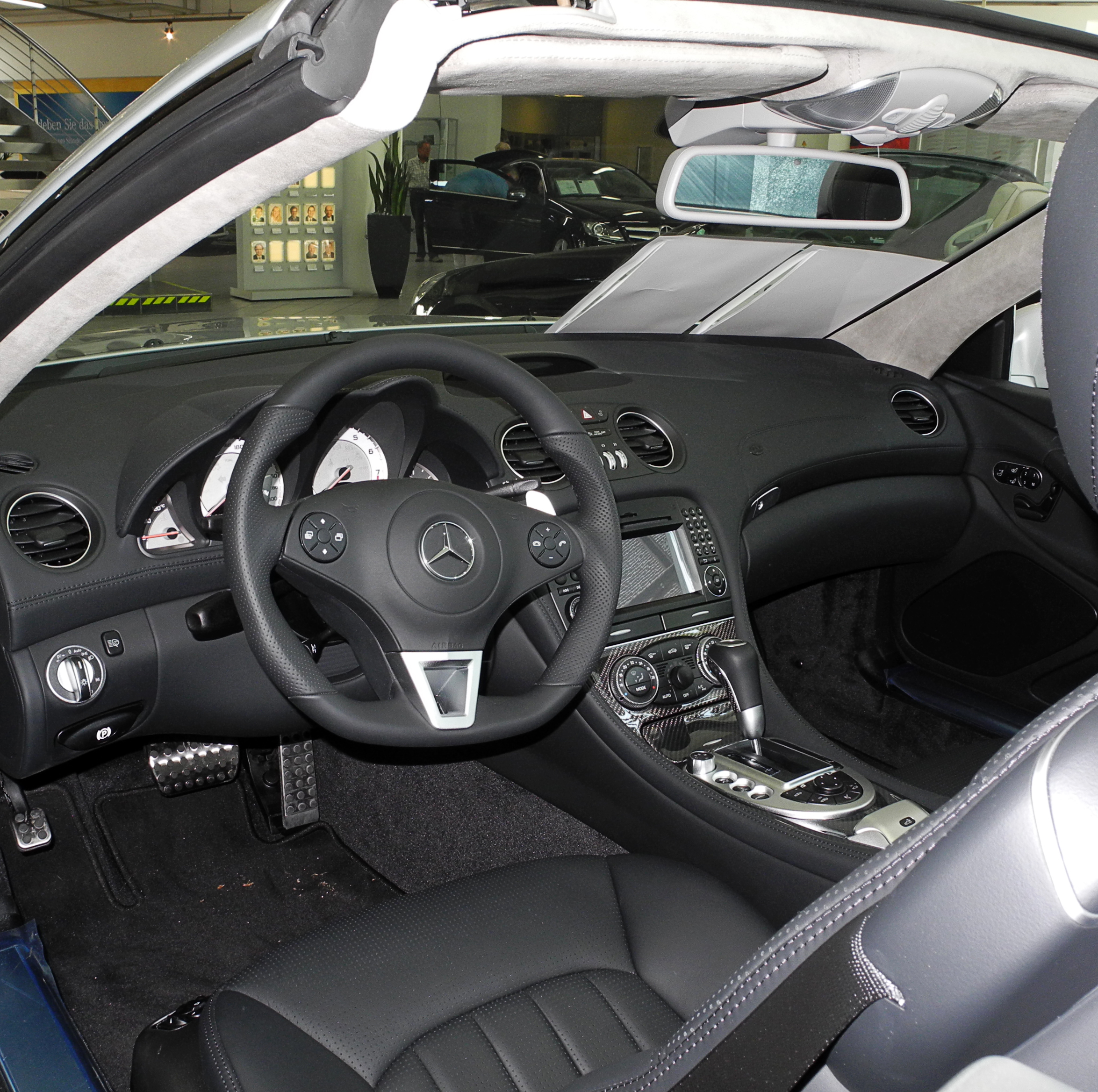
Cockpit eines SL 63 AMG (2008–2011)

Mit der Modellpflege 2008 wurde der SL 63 AMG vorgestellt. Neben dem 6,2-Liter-Saugmotor des Typs M 156 unterscheiden ihn zahlreiche Designänderungen von der Serie. Dazu gehören abgedunkelte Scheinwerfer und Rückleuchten, neugestaltete Karosserieteile (Motorhaube, Front- und Heckschürze, Seitenschweller, Lufteinlässe, Außenspiegel, Räder). Exklusiv ist das 7-Gang-MCT-Getriebe im SL 63. MCT steht für Multi Clutch Transmission, eine Mehrfachkupplung mit Zwischengasfunktion, die bei manueller Betätigung des Getriebeautomaten schnelle Gangwechsel ermöglicht.
Ein spezielles AMG-Kombiinstrument mit geänderten Menus zeigt unter anderem die Motoröltemperatur an und unterstützt die diesem Baumuster vorbehaltene Race-Start-Funktion. Ein weiteres exklusives Extra sind Carbonzierteile für den Innenraum, sowie auf Wunsch auch für die äußeren Anbauteile (Lufteinlässe seitlich, Spiegelkappen, Frontspoiler, Heckspoiler, Heckschürze).
Um die Leistung von 386 kW (525 PS) bestmöglich zu nutzen, gab es wahlweise ein selbstsperrendes Differenzial (LSD).
Die Fahrwerksabstimmung wurde gegenüber der Serienversion ebenfalls geändert. Außer dem regulären AMG-Fahrwerk gibt es eine AMG-Sportvariante, die in der Abstimmung nochmals straffer ist. AMG bot auch hier die Anhebung der Begrenzung der Höchstgeschwindigkeit von 250 auf 300 km/h an.

### SL 65 AMG
Neben dem Achtzylindermodell wurde auch ein Zwölfzylindermodell von AMG angeboten. Der SL 65 AMG hatte den auf 6,0 l vergrößerten Biturbomotor aus dem SL 600 mit einer Leistung von 450 kW (612 PS) und einem maximalen Drehmoment von 1000 Nm (zwecks Getriebeschutz elektronisch begrenzt). Der SL 65 hat eine außergewöhnliche Polsterung im Rautendesign und ist serienmäßig mit dem sonst als Extra lieferbaren Lamellen-Sperrdifferential vom Zulieferer Drexler ausgestattet.

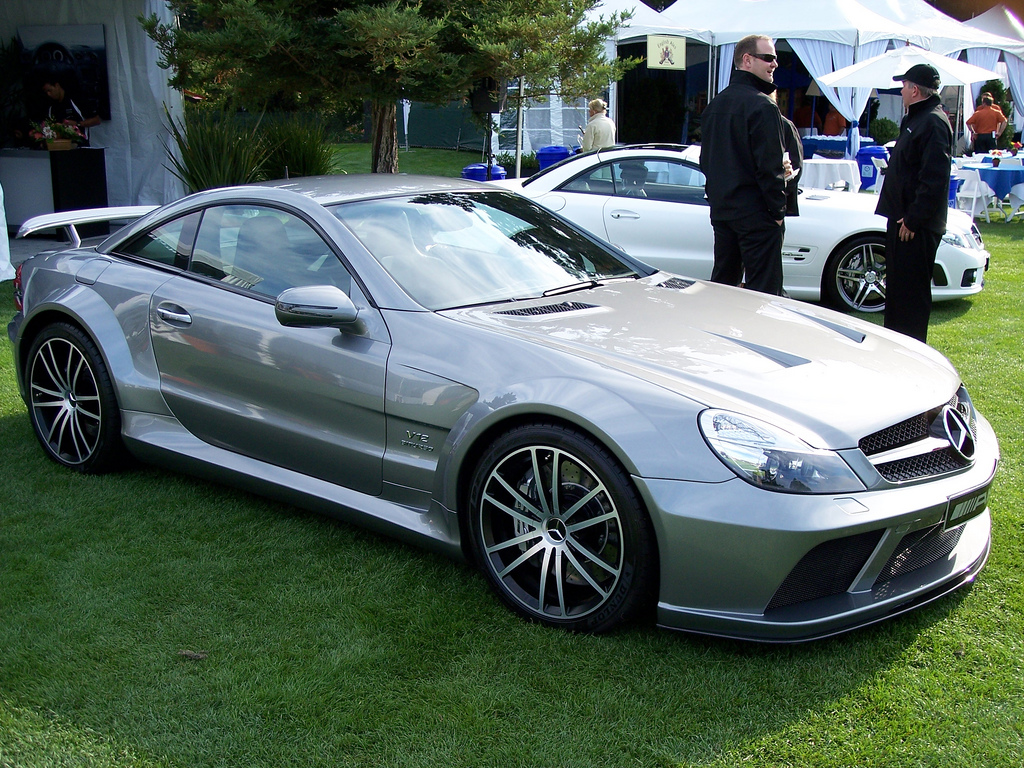
SL 65 AMG Black Series
Ab November 2008 gab es für die SL-Klasse ein neues, auf 350 Fahrzeuge limitiertes Spitzenmodell SL 65 AMG Black Series, das nur als Coupé gebaut wurde. Es hatte ein CFfK-Dach mit eingebautem Überrollbügel, das leichter und flacher war als das Dach der anderen Modelle. Die C-Säule des Hardtops wurde aus aerodynamischen Gründen nach hinten verlängert. Bis auf die Außenhaut der Türen wurde jedes von außen sichtbare Karosserieteil verändert. Die Karosserie erhielt an die Form angepasste Schürzen sowie verbreiterte Kotflügel und die Auspuffendrohre waren neu. Ein ab 120 km/h um zwölf Zentimeter ausfahrender Heckflügel, der den Auftrieb an der Hinterachse reduziert, verbessert die Straßenlage.
Mit einer Leistung von 493 kW (670 PS) war das Fahrzeug das bis dahin stärkste AMG-Modell. Es erreichte ein Leistungsgewicht von 2,79 kg/PS. Seine Kraft schöpfte es aus einem V12-Biturbomotor mit neu entwickeltem Ladeluftkühler. Das maximale Drehmoment von 1200 Nm war auf 1000 Nm begrenzt. Das AMG-Speedshift-Plus-Fünfganggetriebe übertrug die Kraft auf die Hinterachse.
Auch das Gewindefahrwerk war eine Neuheit bei AMG und ermöglichte eine individuelle Einstellung des Fahrwerks auf die Bedürfnisse des Fahrers. Unterstützt wurde er von einem in drei Stufen (On, Sport, Off) schaltbaren ESP. Abgerundet wurde das Erscheinungsbild des Wagens durch lackierte AMG-Schmiederäder der Dimensionen 9,5 × 19 Zoll mit 265/35-R-19-Reifen vorn und 11,5 × 20 Zoll mit 325/30-R-20-Reifen hinten. Die Reifen vom Typ Sport Maxx GT lieferte DTM-Partner Dunlop.
Im Innenraum erhielt der SL 65 AMG Black Series CFK-Applikationen in den Türen und mit Nappaleder und mit Alcantara bezogene gewichtssparende Sitzschalen aus CFK. Letztere wurden, wie schon beim CLK 63 AMG Black Series, für den nordamerikanischen Markt nicht angeboten.

## Sondermodelle

### Mille Miglia (2003)
Zur Erinnerung an das legendäre italienische Autorennen „Mille Miglia“ präsentierte Mercedes-Benz ein Sondermodell des 180 kW (245 PS) starken SL 350, das in einer limitierten Serie von zwölf Exemplaren erschien. Besonderheiten der „Mille Miglia Edition 2003“ sind zum Beispiel eine spezielle „Silver-Arrow“-Metalliclackierung, Bordkanten-Zierstäbe aus mattglänzendem Aluminium, 18-Zoll-Leichtmetallfelgen, Breitreifen der Größen 255/40 ZR 18 (vorn) und 285/35 ZR 18 (hinten) sowie „Mille-Miglia“-Plaketten in den Entlüftungsgittern der vorderen Kotflügel und auf dem Kofferraumdeckel. Das Variodach besteht bei dem Sondermodell aus Glas und ermöglicht den Passagieren einen Panorama-Durchblick.

### Edition 50 (2004)
Mit dem SL-Sondermodell „Edition 50“ feierte Daimler das 50-jährige Jubiläum des 300 SL, der 1954 auf der International Motor Sports Show in New York erstmals vorgestellt wurde. Das Sondermodell war als SL 500 mit V8 oder als SL 350 mit V6-Triebwerk lieferbar. Der SL 350 „Edition 50“ leistet 180 kW (245 PS) und ist serienmäßig mit Fünfgang-Automatik ausgestattet. Der Preis ab Werk betrug 91.814 Euro. Unter der Motorhaube des SL 500 „Edition 50“ arbeitet der 225 kW (306 PS) starke V8-Motor in Verbindung mit der Siebengang-Automatik 7G-TRONIC. Der Preis betrug ab Werk 109.156 Euro. Mercedes-Benz bot das SL-Sondermodell im Jahr 2004 in einer limitierten Stückzahl von 500 Fahrzeugen an.

### Night Edition (2010)

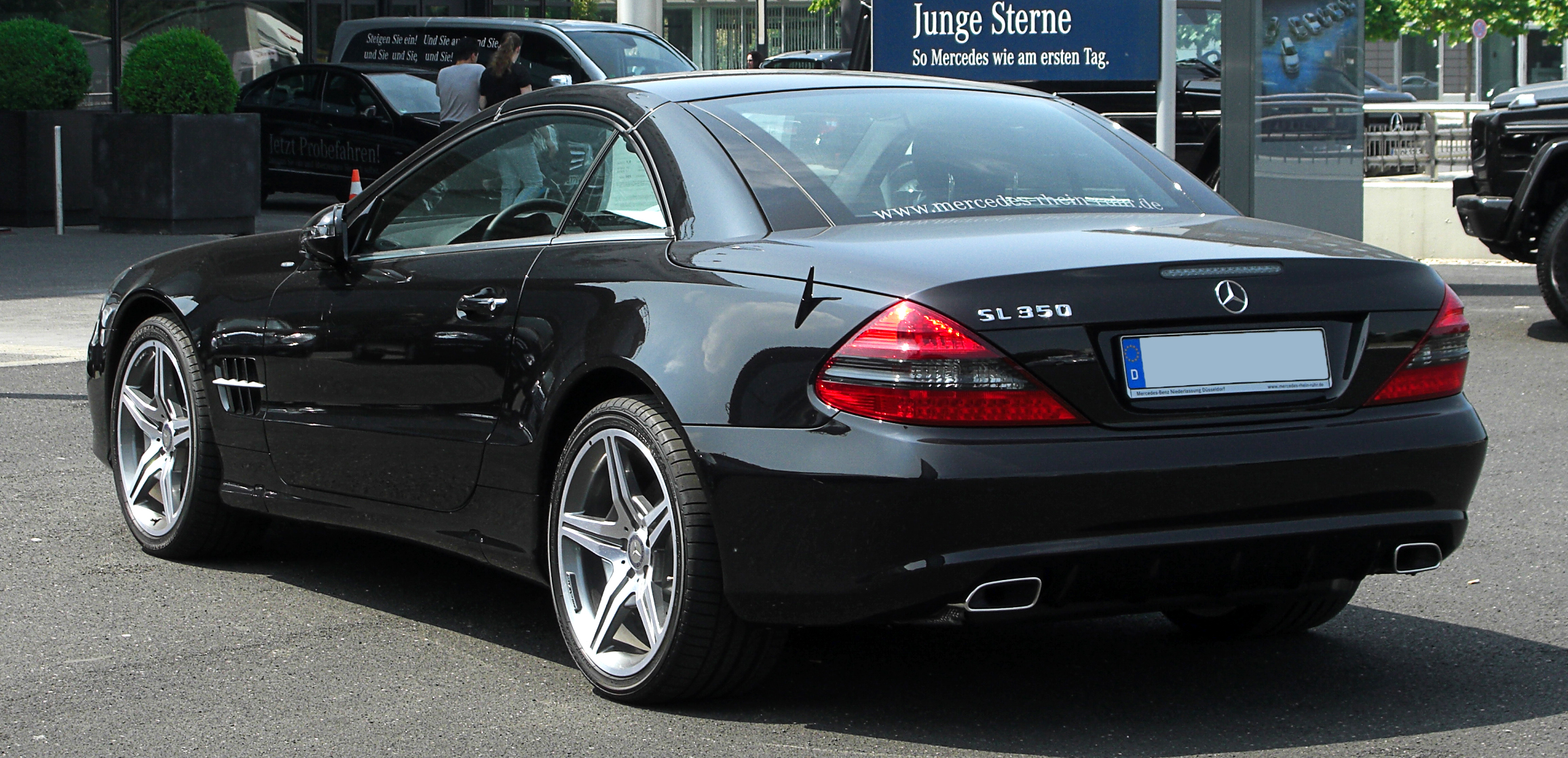
SL 350 Night Edition

Das Sondermodell Night Edition war ab dem 11. Januar 2010 erhältlich. Es präsentierte sich wahlweise im matten Sonderlack „designo magno nachtschwarz“ und hatte im Fünfspeichen-Design gehaltene AMG 19-Zoll-Räder, die zweifarbig ausgeführt waren. Den Kontrast erhöhten silberne Bremssättel. Sowohl die Front- als auch die Heckleuchten wurden abgedunkelt und an den Kotflügeln waren Logos („Night Edition“) angebracht. Erkennungsmerkmale im Innenraum waren schwarzes Nappaleder und glänzende Chromteile. Die Sitze waren neu gestaltet und verfügten über silberne Kontrastziernähte. Die Airscarf-Funktion war bei diesem Sondermodell inbegriffen.

### Grand Edition (2011)
Das Sondermodell war als SL 300, 350 und 500 erhältlich.
Zusätzliche Serienausstattung:
- Exklusives Interieur mit speziellen Farben
- 19″ AMG-Leichtmetallfelgen mit „Grand Edition“-Kennzeichnungen
- Schaltpaddles
- Airscarf
- Keyless Go
- Sitze in Nappaleder
- Fußmatten mit Edition-Aufdruck
- Gangwahlhebel vom SLR mit integriertem Motor Start/Stop Knopf
- geänderte Endrohre der Abgasanlage
- Silberne Lufteinlässe

## Technische Daten
Während der gesamten Bauzeit war der R 230 mit Sechs-, Acht- und Zwölfzylinder-Ottomotoren erhältlich. Alle AMG-Versionen konnten optional mit einer auf 300 km/h (abgeregelt) erhöhten Höchstgeschwindigkeit bestellt werden. Der SL 65 AMG erreichte zudem bei einem Fahrtest der Zeitschrift auto motor und sport auf der Teststrecke in Nardò ohne Begrenzung eine Höchstgeschwindigkeit von 338 km/h.
| Bauzeitraum                                 | 2008–2009                    | 2009–2011                    | 2003–2006                            | 2006–2008                    | 2008–2011                    |
| Motorkenndaten                              |                              |                              |                                      |                              |                              |
| Motorbezeichnung *                          | M 272 KE 30                  | M 272 KE 30                  | M 112 E 37                           | M 272 KE 35                  | M 272 KE 35 Sportmotor       |
| Motortyp                                    | V6-Ottomotor                 | V6-Ottomotor                 | V6-Ottomotor                         | V6-Ottomotor                 | V6-Ottomotor                 |
| Gemischaufbereitung                         | Saugrohreinspritzung         | Saugrohreinspritzung         | Saugrohreinspritzung                 | Saugrohreinspritzung         | Saugrohreinspritzung         |
| Motoraufladung                              | —                            | —                            | —                                    | —                            | —                            |
| Hubraum                                     | 2996 cm³                     | 2996 cm³                     | 3724 cm³                             | 3498 cm³                     | 3498 cm³                     |
| max. Leistung                               | 170 kW (231 PS) bei 6000/min | 170 kW (231 PS) bei 6000/min | 180 kW (245 PS) bei 5700/min         | 200 kW (272 PS) bei 6000/min | 232 kW (316 PS) bei 6500/min |
| max. Drehmoment                             | 300 Nm bei 2500–5000/min     | 300 Nm bei 2500–5000/min     | 350 Nm bei 3000–4500/min             | 350 Nm bei 2400–5000/min     | 360 Nm bei 4900/min          |
| Kraftübertragung                            |                              |                              |                                      |                              |                              |
| Antrieb                                     | Hinterradantrieb             | Hinterradantrieb             | Hinterradantrieb                     | Hinterradantrieb             | Hinterradantrieb             |
| Getriebe, serienmäßig [ optional ]          | 7G-Tronic                    | 7G-Tronic                    | 6-Gang-Schaltgetriebe, automatisiert | 7G-Tronic                    | 7G-Tronic                    |
| Messwerte                                   |                              |                              |                                      |                              |                              |
| Höchstgeschwindigkeit                       | 250 km/h                     | 250 km/h                     | 250 km/h                             | 250 km/h                     | 250 km/h                     |
| Beschleunigung, 0–100 km/h                  | 7,8 s                        | 7,8 s                        | 7,2 s                                | 6,6 s                        | 6,2 s                        |
| Kraftstoffverbrauch auf 100 km (kombiniert) | 9,4 l Super                  | 9,3 l Super                  | 11,5 l Super [ 11,7 l Super ]        | 10,3 l Super                 | 9,7 l Super                  |
| CO2-Emission (kombiniert)                   | 224 g/km                     | 217 g/km                     | 276 g/km [ 281 g/km ]                | 246 g/km                     | 226 g/km                     |
| Abgasnorm nach EU-Klassifikation            | Euro 4                       | Euro 5                       | Euro 4                               | Euro 4                       | Euro 5                       |

| Kenngrößen                                  | SL 500                       | SL 500                       | SL 55 AMG                           | SL 55 AMG                           | SL 55 AMG                           | SL 63 AMG                               |
| ------------------------------------------- | ---------------------------- | ---------------------------- | ----------------------------------- | ----------------------------------- | ----------------------------------- | --------------------------------------- |
| Bauzeitraum                                 | 2001–2006                    | 2006–2011                    | 2002–2003                           | 2003–2006                           | 2006–2008                           | 2008–2011                               |
| Motorkenndaten                              |                              |                              |                                     |                                     |                                     |                                         |
| Motorbezeichnung *                          | M 113 E 50                   | M 273 KE 55                  | M 113 E 55 ML                       | M 113 E 55 ML                       | M 113 E 55 ML                       | M 156 E 63                              |
| Motortyp                                    | V8-Ottomotor                 | V8-Ottomotor                 | V8-Ottomotor                        | V8-Ottomotor                        | V8-Ottomotor                        | V8-Ottomotor                            |
| Gemischaufbereitung                         | Saugrohreinspritzung         | Saugrohreinspritzung         | Saugrohreinspritzung                | Saugrohreinspritzung                | Saugrohreinspritzung                | Saugrohreinspritzung                    |
| Motoraufladung                              | —                            | —                            | Kompressor                          | Kompressor                          | Kompressor                          | —                                       |
| Hubraum                                     | 4966 cm³                     | 5461 cm³                     | 5439 cm³                            | 5439 cm³                            | 5439 cm³                            | 6208 cm³                                |
| max. Leistung                               | 225 kW (306 PS) bei 5600/min | 285 kW (388 PS) bei 6000/min | 350 kW (476 PS) bei 6100/min        | 368 kW (500 PS) bei 6100/min        | 380 kW (517 PS) bei 6100/min        | 386 kW (525 PS) bei 6800/min            |
| max. Drehmoment                             | 460 Nm bei 2700–4250/min     | 530 Nm bei 2800–4800/min     | 700 Nm bei 2650–4500/min            | 700 Nm bei 2750–4000/min            | 720 Nm bei 2600–4000/min            | 630 Nm bei 5250/min                     |
| Kraftübertragung                            |                              |                              |                                     |                                     |                                     |                                         |
| Antrieb                                     | Hinterradantrieb             | Hinterradantrieb             | Hinterradantrieb                    | Hinterradantrieb                    | Hinterradantrieb                    | Hinterradantrieb                        |
| Getriebe                                    | 5-Gang aut./7G-Tronic (1)    | 7G-Tronic                    | AMG Speedshift 5-Gang-Sportgetriebe | AMG Speedshift 5-Gang-Sportgetriebe | AMG Speedshift 5-Gang-Sportgetriebe | AMG Speedshift MCT 7-Gang-Sportgetriebe |
| Messwerte                                   |                              |                              |                                     |                                     |                                     |                                         |
| Höchstgeschwindigkeit                       | 250 km/h                     | 250 km/h                     | 250 km/h                            | 250 km/h                            | 250 km/h                            | 250 (300) km/h                          |
| Beschleunigung, 0–100 km/h                  | 6,2 s                        | 5,4 s                        | 4,7 s                               | 4,7 s                               | 4,5 s                               | 4,6 s                                   |
| Kraftstoffverbrauch auf 100 km (kombiniert) | 12,1 l Super                 | 11,6 l                       | 14,2 l Super                        | 13,5 l Super Plus                   | 13,5 l Super Plus                   | 14,1 l Super Plus                       |
| CO2-Emission (kombiniert)                   | 292 g/km                     | 272 g/km                     | 330 g/km                            | 324 g/km                            | 324 g/km                            | 328 g/km                                |
| Abgasnorm nach EU-Klassifikation            | Euro 4                       | Euro 5                       | Euro 4                              | Euro 4                              | Euro 4                              | Euro 5                                  |

| Kenngrößen                                  | SL 600                       | SL 600                       | SL 65 AMG                            | SL 65 AMG Black Series              |
| ------------------------------------------- | ---------------------------- | ---------------------------- | ------------------------------------ | ----------------------------------- |
| Bauzeitraum                                 | 2002–2006                    | 2006–2011                    | 2004–2011                            | 2008–2011                           |
| Motorkenndaten                              |                              |                              |                                      |                                     |
| Motorbezeichnung *                          | M 275 E 55 AL                | M 275 E 55 AL                | M 275 E 60 AL                        | M 275 E 60 AL                       |
| Motortyp                                    | V12-Ottomotor                | V12-Ottomotor                | V12-Ottomotor                        | V12-Ottomotor                       |
| Gemischaufbereitung                         | Saugrohreinspritzung         | Saugrohreinspritzung         | Saugrohreinspritzung                 | Saugrohreinspritzung                |
| Motoraufladung                              | Biturbo                      | Biturbo                      | Biturbo                              | Biturbo                             |
| Hubraum                                     | 5513 cm³                     | 5513 cm³                     | 5980 cm³                             | 5980 cm³                            |
| max. Leistung                               | 368 kW (500 PS) bei 5000/min | 380 kW (517 PS) bei 5000/min | 450 kW (612 PS) bei 4800–5100/min    | 493 kW (670 PS) bei 5400/min        |
| max. Drehmoment                             | 800 Nm bei 1800–3500/min     | 830 Nm bei 1900–3500/min     | 1000 Nm bei 2000–4000/min            | 1000 Nm bei 2200–4200/min           |
| Kraftübertragung                            |                              |                              |                                      |                                     |
| Antrieb                                     | Hinterradantrieb             | Hinterradantrieb             | Hinterradantrieb                     | Hinterradantrieb                    |
| Getriebe                                    | 5-Gang Automatik             | 5-Gang Automatik             | AMG Speedshift 5-Gang-Sportgetriebe  | AMG Speedshift 5-Gang-Sportgetriebe |
| Messwerte                                   |                              |                              |                                      |                                     |
| Höchstgeschwindigkeit                       | 250 km/h                     | 250 km/h                     | 250 (300) km/h 338 km/h (unbegrenzt) | 320 km/h                            |
| Beschleunigung, 0–100 km/h                  | 4,7 s                        | 4,5 s                        | 4,2 s                                | 3,8 s                               |
| Kraftstoffverbrauch auf 100 km (kombiniert) | 14,4 l Super Plus            | 14,3 l Super                 | 14,0 l Super Plus                    | 14,4 l Super Plus                   |
| CO2-Emission (kombiniert)                   | 346 g/km                     | 340 g/km                     | 333 g/km                             | 346 g/km                            |
| Abgasnorm nach EU-Klassifikation            | Euro 4                       | Euro 5                       | Euro 5                               | Euro 5                              |

* Die Motorbezeichnung ist wie folgt verschlüsselt:
M = Motor (Otto), Baureihe = 3-stellig, E = Saugrohreinspritzung, KE = Kanaleinspritzung, Hubraum = Deziliter (gerundet), A = Abgasturbolader, L = Ladeluftkühlung, ML = Kompressor